# Dżamila Buhired
Dżamila Buhired (ur. w czerwcu 1935 w Algierze) – działaczka algierskiego Frontu Wyzwolenia Narodowego (FLN). Jedna z sześciu kobiet skazanych na śmierć za „czyny terrorystyczne” podczas wojny o niepodległość Algierii. Została ułaskawiona po międzynarodowej kampanii solidarnościowej.

## Życiorys
Dżamila Buhired urodziła się we francuskiej Algierii, w należącej do klasy średniej rodzinie. Jej ojciec był Algierczykiem z pochodzenia, matka – Tunezyjką. Kształciła się w szkole francuskiej. Miała siedmiu braci.
Jako studentka przyłączyła się do algierskiego Frontu Wyzwolenia Narodowego. Pełniła funkcję oficera łącznikowego i osobistej asystentki Jusufa Sa’adiego, dowódcy Autonomicznej Strefy Algieru podczas bitwy o Algier. 30 września 1956 r. Buhired podłożyła w algierskiej Hali Mauretania bombę, która nie wybuchła, gdyż została źle skonstruowana przez pirotechnika. Dżamila Buhired zwerbowała do organizacji Dżamilę Buazzę, która 26 stycznia 1957 r. podłożyła bombę w kawiarni Coq Hardi. Również bojowniczka Zulejka, organizatorka zamachu na ul. Colonna-d’Ornano, została wciągnięta do Frontu Wyzwolenia Narodowego przez Dżamilę Buhired.
9 kwietnia 1957 r. została schwytana przez 4 kompanię 9 pułku żuawów pod dowództwem kapitana Sirventa i raniona przez Jusufa Sa’adiego podczas strzelaniny, jaka się przy tym wywiązała. Jako że miała przy sobie dokumenty potwierdzające, że ma kontakt z Sa’adim, służby specjalne torturowały ją, by wskazała jego kryjówkę. Kobieta wskazała jednak jedynie nic nie znaczące adresy i informacje, które i tak wynikały z przechwyconych dokumentów. 17 kwietnia została przeniesiona do kwatery głównej dywizji spadochronowej generała Massu. 20 kwietnia ujawniła kapitanowi Graziani skrytki zawierające 13 bomb i broń. Została postawiona przed sądem za udział w zamachach bombowych i razem z Dżamilą Buazzą została skazana na śmierć 15 lipca 1957 r.. Jej adwokat Jacques Vergès oraz Georges Arnaud zorganizowali w jej obronie kampanię medialną. Obaj napisali manifest Pour Djamila Bouhired, opublikowany w tym samym roku. Obok tekstu la Question autorstwa Henri Allega był to manifest, który ujawnił opinii publicznej stosowanie tortur wobec bojowników algierskich. Kampania na rzecz Buhired zyskała wymiar międzynarodowy i kobieta została najpierw ułaskawiona (karę śmierci zamieniono na dożywotnie więzienie), ostatecznie zaś zwolniona w 1962 r. w ramach porozumień z Evian.
Po zwolnieniu Bouhirad wyszła w 1965 r. za mąż za Vergèsa i pracowała razem z nim nad pismem Révolution africaine, magazynem poświęconym afrykańskim rewolucjom niepodległościowym. Mieli dwoje dzieci: Meriem i Liessa Vergès. W niepodległej Algierii była aktywistką na rzecz praw kobiet, domagała się zagwarantowania im równych praw we wszystkich sferach życia i stworzyła projekt prawa rodzinnego, ostatecznie nieprzyjęty przez rząd. Nie odegrała pierwszoplanowej roli w polityce swojego kraju, zdominowanej przez mężczyzn.
W marcu 2019 r. Buhired dołączyła do demonstracji w Algierii, wymierzonych przeciwko ponownemu startowi Abd al-Aziza Butefliki w wyborach prezydenckich.
W styczniu 2020 r. została odznaczona tunezyjskim Orderem Republiki.

## Upamiętnienie
Jej biografia jest podstawą scenariusza filmu Jusufa Szahina Dżamila z 1958. Piosenkę o Dżamili Buhired wykonywała Fairuz. Buhired stała się również bohaterką licznych wierszy, opiewających jej życie i walkę.